# Bâtiment Apel à Niš
Le bâtiment Apel à Niš (en serbe cyrillique : Апелова зграда у Нишу ; en serbe latin : Apelova zgrada u Nišu) se trouve à Niš, dans la municipalité de Medijana et dans le district de Nišava, en Serbie. Il est inscrit sur la liste des monuments culturels protégés de la république de Serbie (identifiant no SK 744),,.

## Présentation
Le bâtiment, situé 2 rue Lole Ribara, à l'angle du Sinđelićev trg, a été construit en 1923 selon projet de Julijan Djupon, un architecte d'origine russe, dans un style éclectique pour le riche industriel Jovan Apel. Apel possédait par ailleurs 6 hectares de terrain à la périphérie de Niš, dans un quartier de la ville qui porte le nom d'Apelovac ; il y avait fait construire une brasserie industrielle en 1884. Avec son frère, il possédait des usines à Skopje et Vélès. Quant à Julijan Djupon, son œuvre la plus connue est le Mémorial du mont Čegar (monument culturel d'importance exceptionnelle), inauguré en 1927, ; il a également dessiné le bâtiment de la Maison des professeurs (monument culturel protégé), construit en 1933,.
Le bâtiment, qui se présente comme une grande villa, a été conçu pour rappeler un château médiéval. La façade sur la rue Lole Ribara, où se trouve l'entrée, s'organise autour une avancée centrale demi-circulaire peu profonde, tandis que l'entrée elle-même est encadrée par deux piliers. La partie d'angle, donnant sur le Sinđelićev trg, est dotée d'une grande tour circulaire en avancée couronnée par un toit conique. Le bâtiment ne dispose d'aucune décoration plastique, à l'exception d'une corniche complexe et de quelques encadrements de fenêtres.
Il abrite aujourd'hui le bar et restaurant Pandora.